# 太田公子
太田 公子（おおた きみこ、1948年8月 - ）は、日本のアナウンサー、福祉ジャーナリスト、政治家。旧姓、中川（なかがわ）。
東京都出身、神奈川県川崎市育ち。東京都立新宿高等学校を経て共立女子短期大学英語学科卒業。福島中央テレビ、テレビ神奈川にて初代アナウンサーとして在職後にフリーアナウンサーに。その後、川崎市議会議員（1期）を歴任した。

## 略歴
- 1970年4月1日、福島中央テレビにアナウンサーとして入社[1]。
- 1972年1月25日、福島中央テレビを退社[1]。
- 1972年、TVK初代アナウンサー[3]。
- 1976年、フリーアナウンサー[3]。
- 2005年、川崎市議会議員補欠選挙の際に民主党公認で出馬するも自民党の山内和彦に敗れ落選。
- 2007年、第16回統一地方選挙の際に民主党公認で川崎市議会議員に初当選。
- 2011年、第17回統一地方選挙の際に民主党公認で川崎市議会議員に落選。

## 人物
高校での現代国語の授業での朗読でのセンスを買われ担当教師からアナウンサーへの道を勧められる。短大に通いながらアナウンスアカデミーにて勉強の末、1970年4月1日、福島中央テレビにアナウンサーとして入社、放送界入り。1972年、テレビ神奈川初代アナウンサーを経てフリーアナウンサーとして活動。2007年、第16回統一地方選挙民主党公認で川崎市議会議員に当選し1期を務める。
川崎市議会議員を引退後は、福祉ジャーナリストとして地域の福祉環境を整えたくて、宮前区社会福祉協議会副会長、まちづくり協議会理事、宮前区賀詞交換会、宮前区民祭、防災フェアなどの地域イベント司会、ローカル紙への子育て奮闘記のコラム連載等の執筆活動を行う。

## 出演番組

### 福島中央テレビ
- 奥さま!11時です（1971年度）

### テレビ神奈川
- TVKお天気情報
- 放送OP・ED（1972年 - 1982年）ナレーション

### フリー
- 小川宏ショー（フジテレビ）リポーター